# 1024 Hale
1024 Hale là một tiểu hành tinh vành đai chính. Nó được phát hiện bởi George Van Biesbroeck ngày 2 tháng 12 năm 1923. Tên ban đầu của nó là 1923 YO13. Nó được đặt theo tên George Ellery Hale.